# Erwin Waldner
Erwin Waldner (Nürtingen, 24 de enero de 1933 - ibídem, 18 de abril de 2015) fue un futbolista alemán que jugaba en la demarcación de delantero.

## Biografía
Desde los diez años se formó en el TB Neckarhausen, hasta que en 1952 fichó por el VfB Stuttgart, haciendo su debut gracias al entrenador Georg Wurzer, viniendo el club de ganar el título de liga el año anterior. Jugó en el club durante ocho años, llegando a ganar la Copa de Alemania en 1954 y en 1958, contra el FC Colonia y Fortuna Düsseldorf, respectivamente. En 1960 salió del club para fichar por el FC Zürich, donde jugó un año. Tras jugar para el Real SPAL italiano, en 1963 volvió al Stuttgart, donde se retiró en 1967.
Falleció el 18 de abril de 2015 en Nürtingen a los 82 años de edad.

## Selección nacional
Jugó un total de trece partidos para la selección de fútbol de Alemania Occidental. Hizo su debut en un partido amistoso contra Portugal el 19 de diciembre de 1954 que finalizó por 0-3 a favor del combinado germano. Su último partido, también amistoso, lo jugó contra Bulgaria el 21 de diciembre de 1958.

### Goles internacionales
| # | Fecha                   | Estadio                             | Oponente | Gol | Resultado | Competición |
| - | ----------------------- | ----------------------------------- | -------- | --- | --------- | ----------- |
| 1 | 28 de mayo de 1955      | Imtech Arena, Hamburgo, Alemania    | Irlanda  | 1–0 | 2-1       | Amistoso    |
| 2 | 21 de diciembre de 1958 | Rosenaustadion, Augsburgo, Alemania | Bulgaria | 2–0 | 3-0       | Amistoso    |

## Clubes
| Club          | País                | Año         | Partidos | Goles |
| ------------- | ------------------- | ----------- | -------- | ----- |
| VfB Stuttgart | Alemania Occidental | 1952 - 1960 | 214      | 85    |
| FC Zürich     | Suiza               | 1960 - 1961 | 26       | 27    |
| Real SPAL     | Italia              | 1961 - 1963 | 18       | 2     |
| VfB Stuttgart | Alemania Occidental | 1963 - 1967 | 63       | 12    |

## Palmarés

### Campeonatos nacionales
| Título           | Club          | País     | Año  |
| ---------------- | ------------- | -------- | ---- |
| Copa de Alemania | VfB Stuttgart | Alemania | 1954 |
| Copa de Alemania | VfB Stuttgart | Alemania | 1958 |